# Pisarzowice (Lubsza)

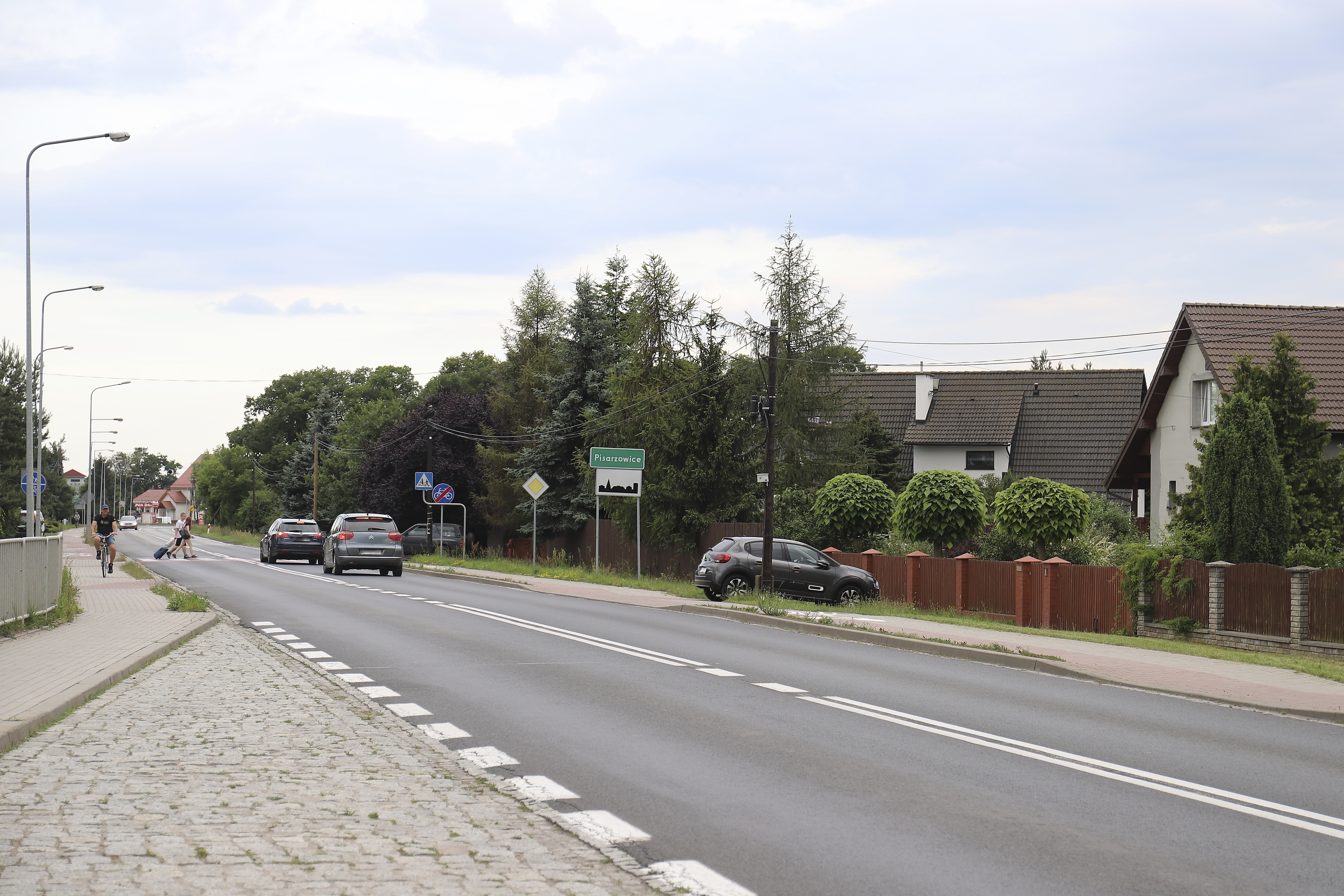
Ortseingang

Pisarzowice (deutsch Schreibendorf) ist ein Dorf in Niederschlesien. Der Ort liegt in der Gmina Lubsza im Powiat Brzeski in der polnischen Woiwodschaft Opole.

## Geographie

### Geographische Lage
Das Straßendorf Pisarzowice liegt rund fünf Kilometer südwestlich vom Gemeindesitz Lubsza (Leubusch), ca. drei Kilometer nördlich der Kreisstadt Brzeg (Brieg) und rund 50 Kilometer nordwestlich der Woiwodschaftshauptstadt Oppeln. Der Ort liegt in der Nizina Śląska (Schlesische Tiefebene) innerhalb der Równina Oleśnicka (Oelser Ebene). Das Dorf liegt am rechten Ufer der Oder.
Durch den Ort verlaufen die Landesstraße Droga krajowa 39 und die Woiwodschaftsstraße Droga wojewódzka 457.

### Nachbarorte
Nachbarorte von Pisarzowice sind im Norden Michałowice (Michewlitz), im Süden die Kreisstadt Brzeg (Brieg) und im Südosten Kościerzyce (Groß Neudorf).

## Geschichte
Der Ort Schreibendorf wird 1274 erstmals als „Scriberdorph“ in einer Urkunde erwähnt. Das Dorf wurde im 13. Jahrhundert von Walther gegründet, dem Schreiber des Breslauer Herzogs Heinrich III. Hierdurch leitet sich der Ortsname ab, das Dorf des Schreibers. 1301 wird der Ort als Villa Scriptoris erwähnt.
Nach dem Ersten Schlesischen Krieg 1742 fiel Schreibendorf zusammen mit dem größten Teil Schlesiens an Preußen. 
Nach der Neugliederung Preußens gehörte die Landgemeinde Schreibendorf ab 1815 zur Provinz Schlesien und war ab 1816 dem Landkreis Brieg eingegliedert, mit dem es bis 1945 verbunden blieb. 1874 wurde der Amtsbezirk Michelwitz gegründet, welcher die Landgemeinden Louisenthal und Schreibendorf und die Gutsbezirke Garbendorf, Louisenthal und Michelwitz umfasste. 1885 zählte der Ort 341 Einwohner.
1933 zählte Schreibendorf 451, 1939 wiederum 508 Einwohner. Bis 1945 befand sich der Ort im Landkreis Brieg.
Als Folge des Zweiten Weltkriegs fiel Schreibendorf wie fast ganz Schlesien 1945 an Polen, wurde in Pisarzowice umbenannt und der Woiwodschaft Schlesien angegliedert. Die deutsche Bevölkerung wurde, soweit sie nicht vorher geflohen war, weitgehend vertrieben. Die neu angesiedelten Bewohner waren zum Teil Heimatvertriebene aus Ostpolen. 1950 kam der Ort zur Woiwodschaft Opole. 1999 kam der Ort zum Powiat Opolski.

## Sehenswürdigkeiten

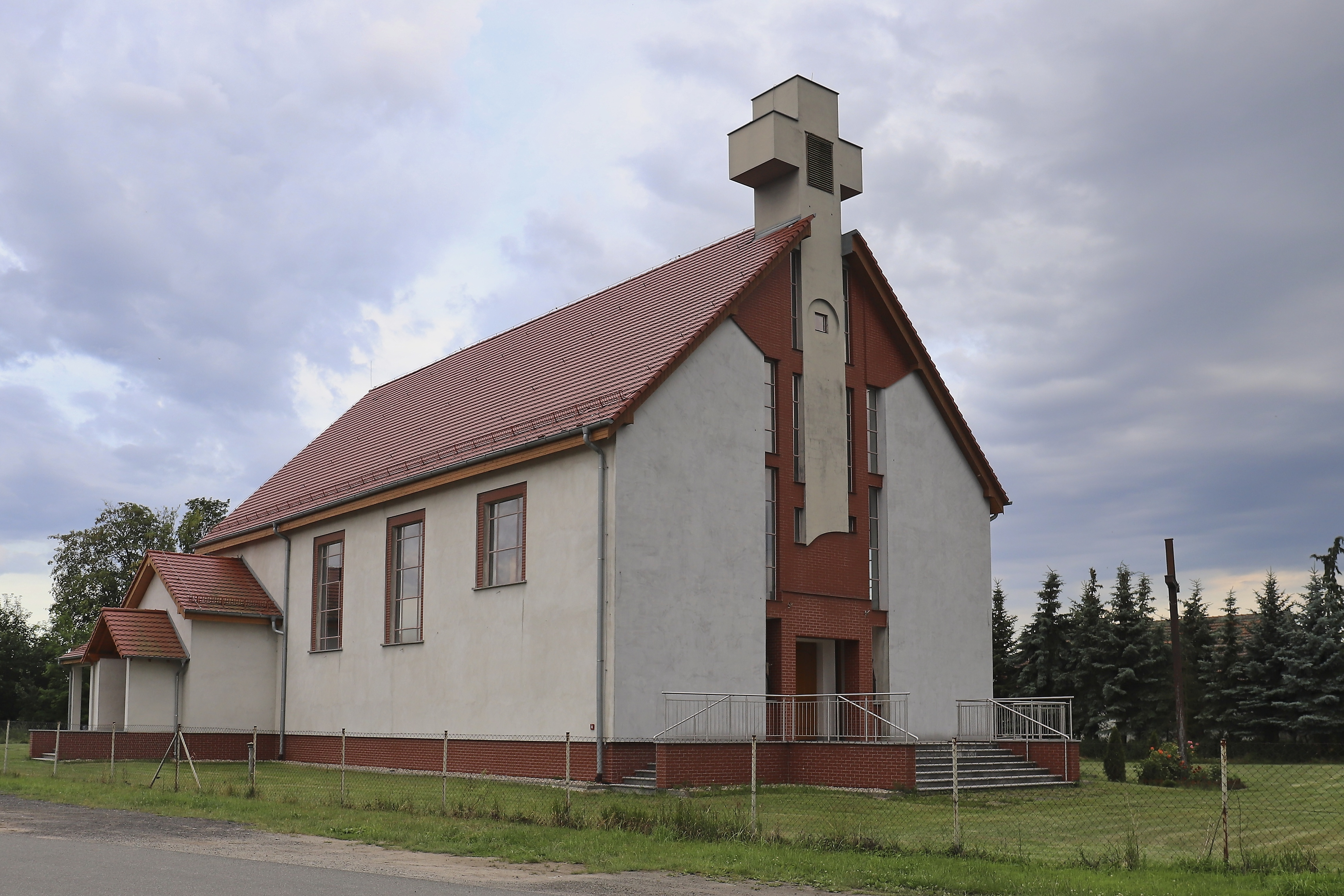
Faustynakapelle

- Römisch-katholische Faustynakapelle (Kaplica św. Faustyny)

## Söhne und Töchter des Ortes
- Louis Ucko (1838–1897), deutscher Opernsänger